# 后羽叶鳃
后羽叶鳃（学名：Metaruncina setoensis）为羽叶鳃科后羽叶鳃属的动物。分布于日本以及中国大陆的山东等地，属于温带性种类。其多生活于潮间带高潮线附近的泥质砂底。